# Kënga Magjike 2016
Kënga Magjike 2016 var den 18:e årliga upplagan av den albanska musiktävlingen Kënga Magjike. Tävlingen hölls mellan 7 och 10 december 2016 i Pallati i Kongreseve i Albaniens huvudstad Tirana. Vinnare av tävlingen blev sångerskan och låtskrivaren Rozana Radi som med sitt egenskrivna bidrag "Ma thuaj ti" fick flest poäng i finalen. Likt de senaste åren i tävlingen framfördes bidragen live i semifinalerna och finalen av tävlingen.

## Final
Finalen gick av stapeln den 10 december 2016. Programledare var Ardit Gjebrea tillsammans med Elia Zaharia. Totalt tävlade 41 bidrag om segern. Efter att deltagarna röstat på varandra stod det klart att Rozana Radi fått 1023 poäng, drygt 300 poäng mer än tvåan Anxhela Peristeri. Segermarginalen blev därmed en av de allra största i tävlingens historia. 

### Priser
| Artist                         | Låt                  | Plats | Poäng | Pris                       |
| ------------------------------ | -------------------- | ----- | ----- | -------------------------- |
| Florian Nazafi                 | "Mos ik"             | 12    | 510   | Çmimi Best New Artist      |
| Alban Ramosaj                  | "Aurora"             | 14    | 482   | Çmimi Best Tendence        |
| Gerta Mahmutaj & John Van Ride | "Vetës"              | 20    | 348   | Çmimi Best Dance           |
| Erik Lloshi                    | "Të gjeta ty"        | 16    | 407   | Çmimi Diskografik          |
| Soni Malaj                     | "Për vetë më mbaj"   | 11    | 521   | Çmimi Best Performance     |
| Valon Shehu                    | "Një ditë"           | 8     | 536   | Çmimi Best Male Voice      |
| Flaka Krelani                  | "Rebelohëm"          | 9     | 534   | Çmimi Best Female Voice    |
| Eliza Hoxha                    | "Vendi im"           | 19    | 394   | Çmimi i Produksionit       |
| Endri & Stefi Prifti           | "Për ty"             | 7     | 558   | Çmimi Kontributi më i mirë |
| Alar Band & Klea Huta          | "Amla"               | 10    | 530   | Çmimi i TV Klan            |
| Rosela Gjylbegu                | "Maratonë"           | 6     | 577   | Çmimi i Çesk Zadeja        |
| Berkan                         | "Kam frikë"          | 33    | 100   | Çmimi i RTV21              |
| Eranda Libohova & Xhesi        | "Në zemër të mbaj"   | 15    | 453   | Çmimi Best Duet            |
| Rozana Radi                    | "Ma thuaj ti"        | 1     | 1023  | Çmimi Best Artist on Web   |
| Elgit Doda                     | "Ajër"               | 17    | 403   | Çmimi Kantautori më i mirë |
| Arilena Ara                    | "Nëntori"            | 3     | 628   | Çmimi Best Balad           |
| Mariza Ikonomi                 | "E vetmja jam"       | 13    | 505   | Çmimi Best Euro Trend      |
| Era Rusi                       | "Çupëlina"           | 18    | 399   | Çmimi Kënga Stil           |
| Tuna                           | "Duam"               | 4     | 610   | Çmimi i Kritikës           |
| Anxhela Peristeri              | "Gënjeshtar"         | 2     | 698   | Çmimi i Interpretimit      |
| Artiola Toska & Bruno          | "Mirëmëngjes dashni" | 5     | 598   | Çmimi Kënga Hit            |

### Resultat
| 1. Rozana Radi (1023) 2. Anxhela Peristeri (698) 3. Arilena Ara (628) 4. Tuna (610) 5. Artiola Toska & Bruno (593) 6. Rosela Gjylbegu (577) 7. Endri & Stefi Prifti (558) 8. Valon Shehu (536) 9. Flaka Krelani (534) 10. Alar Band & Klea (530) 11. Soni Malaj (521) 12. Florian Nazafi (510) 13. Mariza Ikonomi (505) 14. Alban Ramosaj (482) 15. Eranda Libohova & Xhesi (453) 16. Erik Lloshi (407) 17. Elgit Doda (403) 18. Era Rusi (399) 19. Eliza Hoxha (394) 20. Gerta Mahmutaj & John Van Ride (348) 21. Devis Xherahu (271) 22. Mishela Rapo (262) | 23. Tahir Gjoçi (235) 24. Franc Koruni (230) 25. Aurel Thëllimi (204) 26. Festina Mejzini (200) 26. Voltan Prodani (199) 28. B2N (165) 29. Xhei Sara (161) 30. Kujtim Prodani (148) 31. Kelly (145) 32. Lynx (108) 33. Berkan (100) 34. Eliona (100) 35. Elson Braha (94) 36. Manuel Moscati (86) 36. Markel (86) 38. Vjosa Selmani (59) 39. Joan Mezini (39) 40. Algert Sala (31) 41. David (21) |